# Chris Patten
Christopher Francis Patten, barone Patten di Barnes, chiamato anche solo Chris Patten (Cleveleys, 12 maggio 1944), è un politico britannico.
È cancelliere dell'Università di Oxford ed è stato presidente della BBC (2011-2014), nonché l'ultimo governatore inglese di Hong Kong.

## Carriera politica
Si iscrisse al Partito Conservatore nel 1966, per divenirne nel periodo compreso tra il 1974 ed il 1979 direttore del Dipartimento di Ricerca Conservatore. Divenne deputato nel 1979 nel collegio di Bath, con la vittoria di Margaret Thatcher.
Molto amico di John Major, fu invitato da questi a gestire la campagna elettorale del 1992, che a sorpresa vide la quarta vittoria consecutiva dei Tory. Patten perse il suo seggio, ma fu ripagato con la nomina a Governatore di Hong Kong, incarico che durò cinque anni, fino alla riconsegna della città alla Cina.
Nel 1999 fu nominato da Romano Prodi commissario europeo, co-responsabile con Javier Solana per le relazioni estere.

## Altri incarichi
Dal 2003 è rettore dell'Università di Oxford.
Nel 2011 fu nominato anche presidente della BBC, incarico dal quale si è dimesso il 6 maggio 2014, adducendo motivi di salute.
Patten è considerato uno dei più influenti cattolici britannici. Dopo l'annuncio del viaggio di Benedetto XVI in Gran Bretagna nel 2010, l'arcivescovo di Westminster Vincent Nichols gli affidò l'organizzazione della visita.
 
Il 9 luglio 2014 è stato chiamato dalla Santa Sede a presiedere un comitato di dieci persone con il compito di proporre una riforma dei media vaticani. Lo ha annunciato il cardinale George Pell, prefetto della neonata Segreteria per l'economia.